# Jos Vranckx
Jos Vranckx (Geel, 1943) is een Vlaams journalist en auteur.
Hij was van 1971 tot 2008 journalist bij Gazet van Antwerpen, na studies cultureel opbouwwerk aan de Sociale Hogeschool van Leuven. Begon zijn loopbaan op de stadsredactie Antwerpen en als losse medewerker van het BRT-televisieprogramma Morgen wordt het beter over ecologie. Werd in 1974 lid van het reportageteam van GvA, in 1980 redacteur binnenland (politiek en samenleving), in 1983 rubriekleider Cultuur. Specialiseerde zich in religieuze en kerkelijke berichtgeving.
Toen de Gazet van Antwerpen in 1996 werd overgenomen door Het Belang van Limburg en de berichtgeving over religie en cultuur minder ruimte kreeg, ging hij zich als 'senior writer' professioneel heroriënteren en meer artikels schrijven over geneeskunde, wetenschap en welzijn. Werd eind 2006 laureaat van de eerste Sarah-persprijs voor psychosociaal welzijn, "omdat hij tegen de stroom durft inroeien, veel belang hecht aan diepere sociaal culturele waarden en zich inzet door positieve voorstellen over zingeving te formuleren."
Jos Vranckx is ook mede-oprichter en ex-medewerker van het Vlaamse opinieweekblad Tertio.
In 2008 verscheen zijn boek Geloof als geneesmiddel, waarin hij de ontwikkelingen schetst die hij in de gezondheidszorg heeft waargenomen, vooral de medicalisatie en de epidemie van psychosomatische en stressziekten en depressies, en verbanden legt met nieuwe trends inzake mensbeeld, zingeving en religie.

## Boeken
- Pelgrims voor een nieuwe tijd / Jonge bewegingen in de Kerk (1991), De zinzoekers (met voorwoord door prof. dr. Max Wildiers) (1993), Het onverwachte perspectief. Gesprekken over kerk en zingeving (1995), De terugkeer van het wonder (1997), Geloof als geneesmiddel - De vergeten factor X?, Davidsfonds, 2008, ISBN 9058265668, ISBN 9789058265661
- Co-auteur van: Het laatste debat (1999) (Pelckmans), Tussen uittocht, zingeving en utopie. Over godsdienstonderwijs (2002) (LannooCampus)